# Landgericht Güstrow

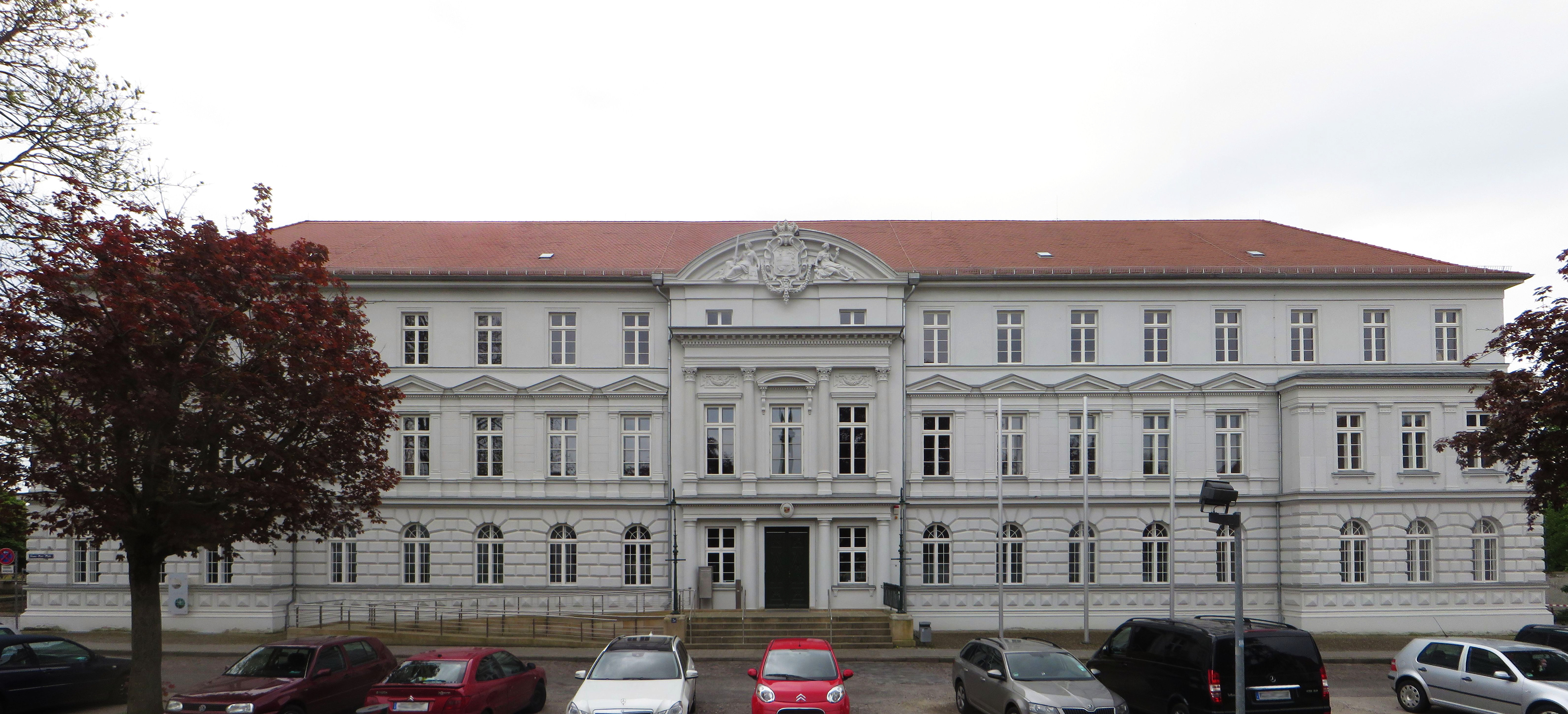
Amtsgericht Güstrow, historisch Sitz des Landgerichts Güstrow (2015)

Das Landgericht Güstrow war ein deutsches Landgericht mit Sitz in Güstrow.

## Geschichte
Im Großherzogtum Mecklenburg-Schwerin bestanden drei Justizkanzleien, darunter die Justizkanzlei Güstrow sowie das Criminal-Collegium Bützow als Gerichte zweiter Instanz. Im Rahmen der Reichsjustizgesetze wurden alle bestehenden Gerichte in Mecklenburg-Schwerin aufgehoben und durch die neuen Amts-, Land- und Oberlandesgerichte ersetzt. Mit der Verordnung zur Ausführung des Gerichtsverfassungsgesetzes vom 27. Januar 1877 vom 31. Mai 1879 entstand damit das Landgericht Güstrow als eines von drei Landgerichten im Großherzogtum Mecklenburg-Schwerin. Es war dem Oberlandesgericht Rostock nachgeordnet.
Ihm waren folgende Amtsgerichte zugeordnet:
| Amtsgericht             | Sitz        |
| ----------------------- | ----------- |
| Amtsgericht Brüel       | Brüel       |
| Amtsgericht Bützow      | Bützow      |
| Amtsgericht Dargun      | Dargun      |
| Amtsgericht Goldberg    | Goldberg    |
| Amtsgericht Güstrow     | Güstrow     |
| Amtsgericht Krakow      | Krakow      |
| Amtsgericht Laage       | Laage       |
| Amtsgericht Lübz        | Lübz        |
| Amtsgericht Malchin     | Malchin     |
| Amtsgericht Malchow     | Malchow     |
| Amtsgericht Neukalen    | Neukalen    |
| Amtsgericht Penzlin     | Penzlin     |
| Amtsgericht Plau am See | Plau am See |
| Amtsgericht Röbel       | Röbel       |
| Amtsgericht Stavenhagen | Stavenhagen |
| Amtsgericht Sternberg   | Sternberg   |
| Amtsgericht Teterow     | Teterow     |
| Amtsgericht Waren       | Waren       |
| Amtsgericht Warin       | Warin       |

Nach dem Zweiten Weltkrieg wurde das Land Mecklenburg geschaffen. In diesem Zusammenhang wurden die Gerichtsbezirke neu zugeordnet. Nun gehörten folgende Amtsgerichte zum Sprengel des Landgerichts Güstrow:
| Amtsgericht                             | Sitz                    |
| --------------------------------------- | ----------------------- |
| Amtsgericht Bützow (Z)                  | Bützow                  |
| Amtsgericht Dargun (Z)                  | Dargun                  |
| Amtsgericht Bad Doberan (Z)             | Bad Doberan             |
| Amtsgericht Feldberg (Z)                | Feldberg                |
| Amtsgericht Friedland (Mecklenburg) (Z) | Friedland (Mecklenburg) |
| Amtsgericht Fürstenberg (Z)             | Fürstenberg/Havel       |
| Amtsgericht Güstrow                     | Güstrow                 |
| Amtsgericht Malchin                     | Malchin                 |
| Amtsgericht Malchow (Z)                 | Malchow                 |
| Amtsgericht Neubrandenburg              | Neubrandenburg          |
| Amtsgericht Neustrelitz (Z)             | Neustrelitz             |
| Amtsgericht Ribnitz                     | Ribnitz                 |
| Amtsgericht Rostock                     | Rostock                 |
| Amtsgericht Stavenhagen (Z)             | Stavenhagen             |
| Amtsgericht Teterow (Z)                 | Teterow                 |
| Amtsgericht Waren                       | Waren                   |

Die mit Z gekennzeichneten Gerichte waren zum 1. Juli 1947 Zweigstellen anderer Gerichte.
1952 wurden in der DDR die bestehenden Gerichte abgeschafft und einheitlich Kreis- und Bezirksgericht geschaffen. Damit wurde auch das Landgericht Güstrow aufgehoben. Es wurde auch nach der Wende nicht neu errichtet.

## Landesarbeitsgericht Güstrow
Gemäß Arbeitsgerichtsgesetz vom 23. Dezember 1926 wurden in Deutschland Arbeitsgerichte gebildet. Diese waren nur in der ersten Instanz unabhängig, die Landesarbeitsgerichte waren den Landgerichten zugeordnet. Am Landgericht Güstrow entstand so 1927 das Landesarbeitsgericht Güstrow als Landesarbeitsgericht von Mecklenburg-Schwerin. Dem Landesarbeitsgericht Güstrow waren folgende Arbeitsgerichte zugeteilt: Arbeitsgericht Rostock, Arbeitsgericht Schwerin, Arbeitsgericht Wismar, Arbeitsgericht Güstrow und Arbeitsgericht Waren.
Mit der Bildung des Landes Mecklenburg 1934 verbunden war auch eine Konsolidierung der Arbeitsgerichte. Das Landesarbeitsgericht Neustrelitz wurde aufgehoben, das Landesarbeitsgericht Güstrow war nun für beide Mecklenburg zuständig. Damit kamen folgende Arbeitsgerichte in seinem Sprengel hinzu: Arbeitsgericht Neustrelitz, Arbeitsgericht Neubrandenburg und Arbeitsgericht Schönberg.
Nach der Besetzung Deutschlands durch die Alliierten wurden 1945 zunächst alle Gerichte geschlossen. Die ordentlichen Gerichte wurden schon bald wieder eröffnet, während die Arbeitsgerichte zunächst außer in Hamburg nicht wieder eingerichtet wurden, so dass arbeitsgerichtliche Streitigkeiten von den ordentlichen Gerichten erledigt werden mussten. Gemäß Kontrollratsgesetz 21 sollten in Deutschland Arbeitsgerichte aufgebaut werden. Für das Land Mecklenburg-Vorpommern entstand das Landesarbeitsgericht Schwerin, in Güstrow wurde kein neues Landesarbeitsgericht gebildet.

## Gebäude
Das Landgericht Güstrow nutzte das Gebäude der vorherigen Justizkanzel (heutige Adresse: Franz-Parr-Platz 3). Das 1823 erbaute Gebäude wurde 1877–79 durch Anbauten rechts und links und durch eine Aufstockung des Mitteltraktes an die gestiegenen Anforderungen angepasst. Auch das aufwendige Säulenportal wurde im Zuge dieses Umbaus errichtet. Es wurde von Amts- und Landgericht genutzt. In der DDR befand sich hier der Sitz der SED-Kreisleitung. Heute wird das Gebäude wieder für das Amtsgericht genutzt. Es steht unter Denkmalschutz, siehe Liste der Baudenkmale in Güstrow.

## Urteile
- Urteile gegen 83 Jugendliche wegen angeblicher antisowjetischer Untergrundaktivitäten (1946 bis 1951), für Winfried Werwath wurde 2018 ein Gedenkstein gesetzt[8]
- Urteile gegen Heinrich Traue und seinen Sohn Joachim wegen „Wirtschaftssabotage“ 1947, Rehabilitierungen im März 1993[9]
- 1952 gegen eine Arbeiter wegen „Kriegshetze“ das dieser Uran aus dem Tagebau der Wismut AG herausgeschmuggelt habe[10]

## Richter
- Walter Schmidt (1858–1925), 1898 bis 1900 als Landgerichtsrat